# Abruzzen
Die Abruzzen (italienisch Singular Abruzzo) sind eine Region Italiens mit 1.269.571 Einwohnern (Stand 31. Dezember 2023). Sie grenzen im Norden an die Region Marken, im Westen an die Region Latium, im Süden an die Region Molise und im Osten an die Adria.
Obwohl die zentral auf der Apenninhalbinsel gelegene Region geographisch eher zu Mittelitalien gehört, gilt sie aus historischen Gründen als die nördlichste Region Süditaliens. Vom Mittelalter bis ins 19. Jahrhundert gehörte die Region zum Herrschaftsgebiet Siziliens und später Neapels und war wirtschaftlich und kulturell an die Regionen Unteritaliens angebunden.

## Geographie
Entlang der Adria erstreckt sich ein flacher Küstenstreifen (ca. 150 km), der in eine Hügellandschaft übergeht. Diese Gebiete nehmen etwa ein Drittel der Fläche der Region ein. Zwei Drittel werden durch den Abruzzischen Apennin geprägt. Der Anstieg geht im Gebirgsmassiv Gran Sasso d’Italia bis auf fast 3000 Meter, der Corno Grande stellt hierbei die höchste Erhebung des kontinentalen Italiens südlich der Alpen dar.
Die Abruzzen vereinigen die drei geographischen Aspekte Italiens: Küste, Hügelland und Berge.

### Gewässer

#### Fließgewässer
Der Großteil der Fließgewässer der Region münden in die Adria. Die Wasserscheide liegt zwischen dem Monte Nuria und der Gebirgsgruppe des Monte Velino im Zentralen Apennin. Die in die Andria mündenden Fließgewässer der Abruzzen werden in der Literatur zum Teil den drei folgenden Kategorien zugeordnet: subapenninische Sturzbäche, preapenninische und apenninische Flüsse. Zu Ersteren zählen alle Fließgewässer, die im lehmigen Hügelland zwischen Apennin und Adriaküste entspringen und sich durch einen unregelmäßigen Volumenstrom und einen geringen Mittleren Abfluss auszeichnen. Die preapenninischen Flüsse verlaufen zwar auch mit einem Großteil ihrer Länge durch das Hügelland, entspringen aber an den Ausläufern des Apennins, den sie mit tief ausgeswaschenen Schluchten durchbrechen. Der dritten Kategorie gehören die längsten Flüsse der Region an. Sie werden ausgiebig von Karstquellen zu Füßen der großen Massive und Bergketten des Abruzzischen Apennins gespeist und weisen einen regelmäßigen Volumenstrom und einen größeren Mittleren Abfluss auf. Zu den apenninischen Flüssen zählen auch die wenigen Fließgewässer, die in das tyhrrenische Meer abfließen, wie der Liri und der Tronto.
Nur zwei Flüsse der Abruzzen weisen eine Länge von über 100 km auf, der Pescara und der Sangro. Ersterer ist mit einer Länge von 145 km der längste Fluss der Abruzzen, der mit dem größten Einzugsgebiet und mit dem größten Mittleren Abfluss. Der Sangro besitzt eine Länge von 117 km.  Ein weiterer größerer Fluss ist der Vomano mit einer Länge von 75 km. Nur zu einem kleineren Teil liegen in den Abruzzen die Flüsse Tronto und Liri. Letzterer hat sein Einzugsgebiet in der Marsica mit dem Valle Roveto und dem Fuciner Becken.
Die preapenninischen Flüsse und subapenninischen Torrenti besitzen fast alle Einzugsgebiete, die eine Größe zwischen 100 und 200 km² aufweisen und eine Länge zwischen 20 und 40 km besitzen. Zu den preapenninischen Flüssen gehören der Vibrata, Salinello, Saline, Tordino, Tavo und Foto. Zu den Torrenti des Hügellandes der Piomba, Alento, Osento und Sinello.

#### Stehende Gewässer
Bis zum 19. Jahrhundert wies die Region mit dem Fuciner See (155 km²) den drittgrößten See Italiens auf. Nach seiner vollständigen Trockenlegung 1875 ist der größte natürliche See der Lago di Scanno, der weniger als 1 km² groß ist. Daneben gibt es zahlreiche weitere Seen, vor allem Karstseen, die allerdings zum Teil nur wenige Hektar groß sind.
Wesentlich größer sind die Stauseen der Region. Der Größte ist der Lago di Campotosto mit einer Fläche von 14 km², gefolgt vom Lago di Occhito mit 12 km², der allerdings zur Hälfte in der Region Molise liegt. Weitere größere Stauseen sind der Lago di Barrea und der Lago del Sangro, bei durch das Aufstauen des Flusses Sangro entstanden.

## Nationalparks
Rund ein Drittel der abruzzesischen Fläche steht unter Naturschutz. Von allen italienischen Regionen haben die Abruzzen den größten Anteil an Naturschutzgebieten, darunter das älteste des Apennin, den Abruzzesischen Nationalpark im Süden.
Im Norden und um die Hauptstadt L’Aquila erstreckt sich der sehr große Gran-Sasso-Nationalpark, etwas weiter im Süden liegt der Maiella-Nationalpark, und im Westen mit unberührter Natur der Regionalpark Sirente-Velino.

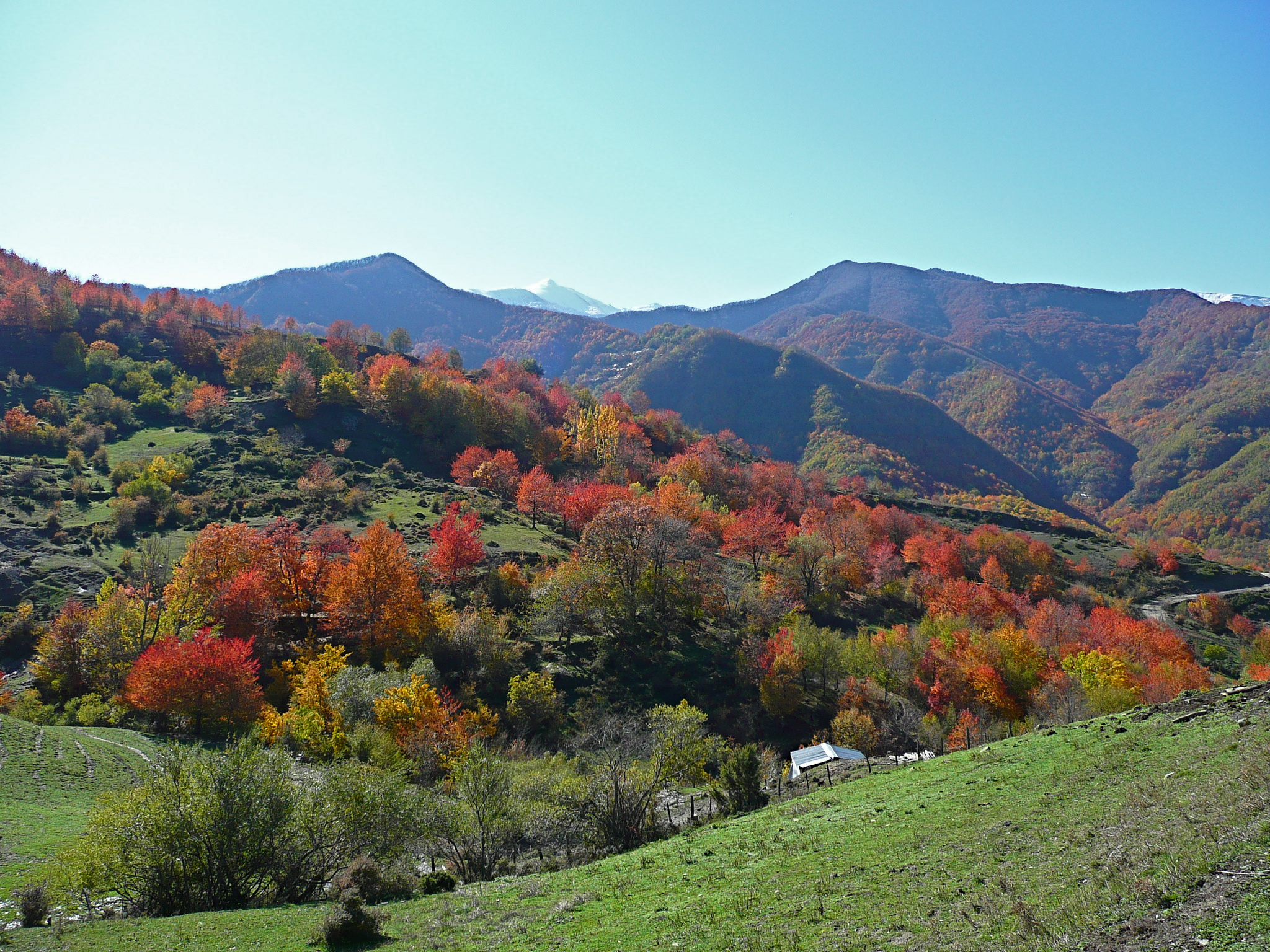
Nationalpark Gran Sasso und Monti della Laga in den Abruzzen

Der Nationalpark Gran Sasso (1500 km²) besteht aus zwei Bergketten, dem schroffen Gran-Sasso-Massiv und den sanfteren Monti della Laga. Der Gran Sasso, der „Große Fels Italiens“, besteht aus einer wilden Landschaft, geprägt von gezackten Gipfeln, Kämmen und senkrecht abfallenden Wänden. Zum Massiv gehört das Corno Grande, mit 2912 m höchster Gipfel des Apennin. Während die vielen Spitzen der östlichen Seite und die spektakulären, steil aufsteigenden Kalksteinwände dem Massiv einen hochalpinen Aspekt verleihen, erinnert die westliche Seite mit dem Hochplateau Campo Imperatore (ca. 1600 m Höhe) mehr an Landschaften der inneren Mongolei. Daher kommt der Ausdruck „kleines Tibet“. Das Campo Imperatore ist knapp 30 km lang und etwa acht Kilometer breit. Den alpinen Charakter des Gran-Sasso-Massivs unterstreicht auch die Tatsache, dass am Corno Grande der südlichste Gletscher Europas, der Calderone-Gletscher, zu finden ist. Weiter im Norden beeindrucken der Stausee Campotosto und das „Tal der hundert Wasserfälle“.
Der Nationalpark Majella umfasst 860 km². Das Maiella-Massiv erreicht mit dem Monte Amaro eine Höhe von 2795 m. Die Hänge sind reich an Wäldern und Quellen und im Sommer sattgrün. Die Maiella besteht aus Kalkstein. Man kann 61 Gipfel zählen. Die meisten von ihnen sind einfach zu besteigen. Mit über 1800 unterschiedlichen Pflanzen ist dies ein Paradies für Gebirgsbotaniker aus aller Welt. Im Frühling gibt es eine entsprechende Blütenpracht zu bewundern. Der Apenninwolf (Canis lupus italicus) wurde in den 1970er Jahren zum ersten Mal in Europa mit einem vorbildlichen Projekt in den Abruzzen unter Schutz gestellt. Auch der Braunbär (Ursus arctus marsicanus), der Steinadler sowie Gämsen und der Wanderfalke sind wieder anzutreffen. Fischotter, die als Bioindikatoren für intakte Ökosysteme dienen, sind hier heimisch.

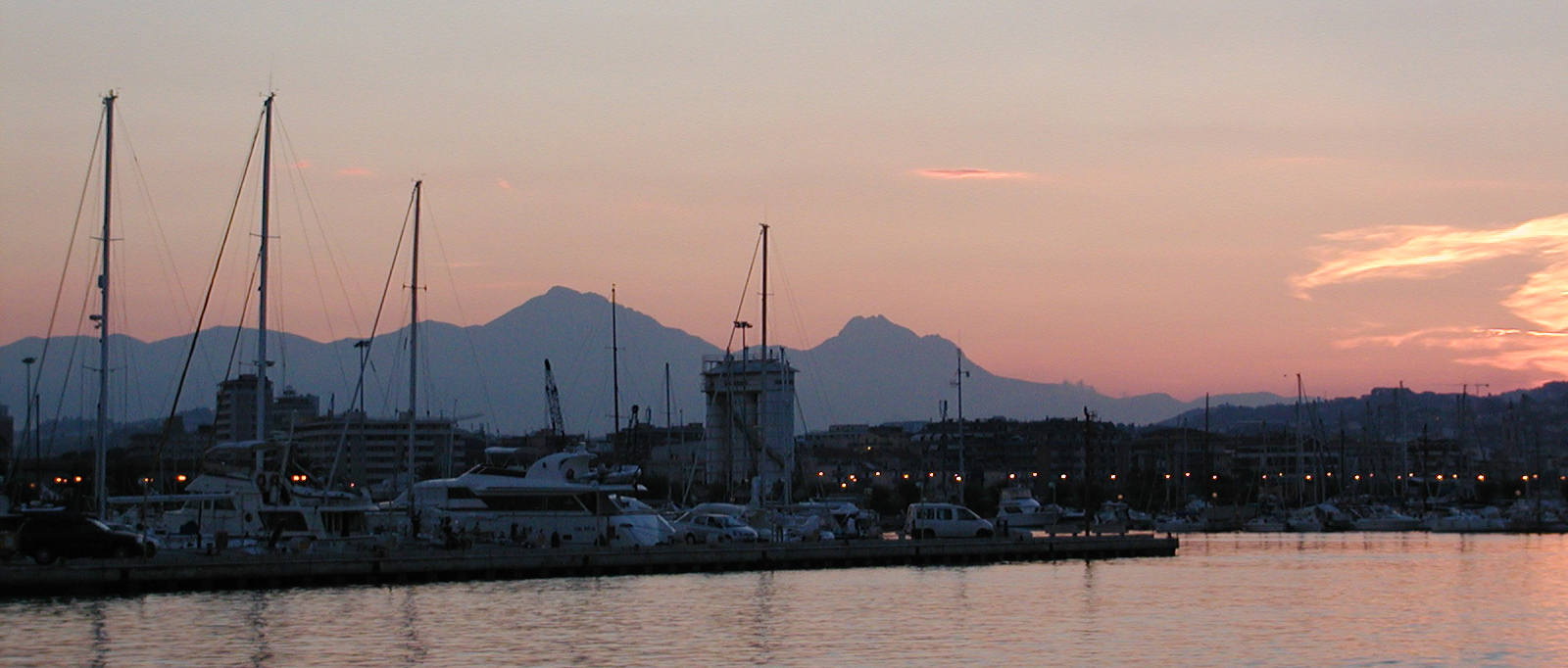
Der Gran Sasso von Pescara aus gesehen

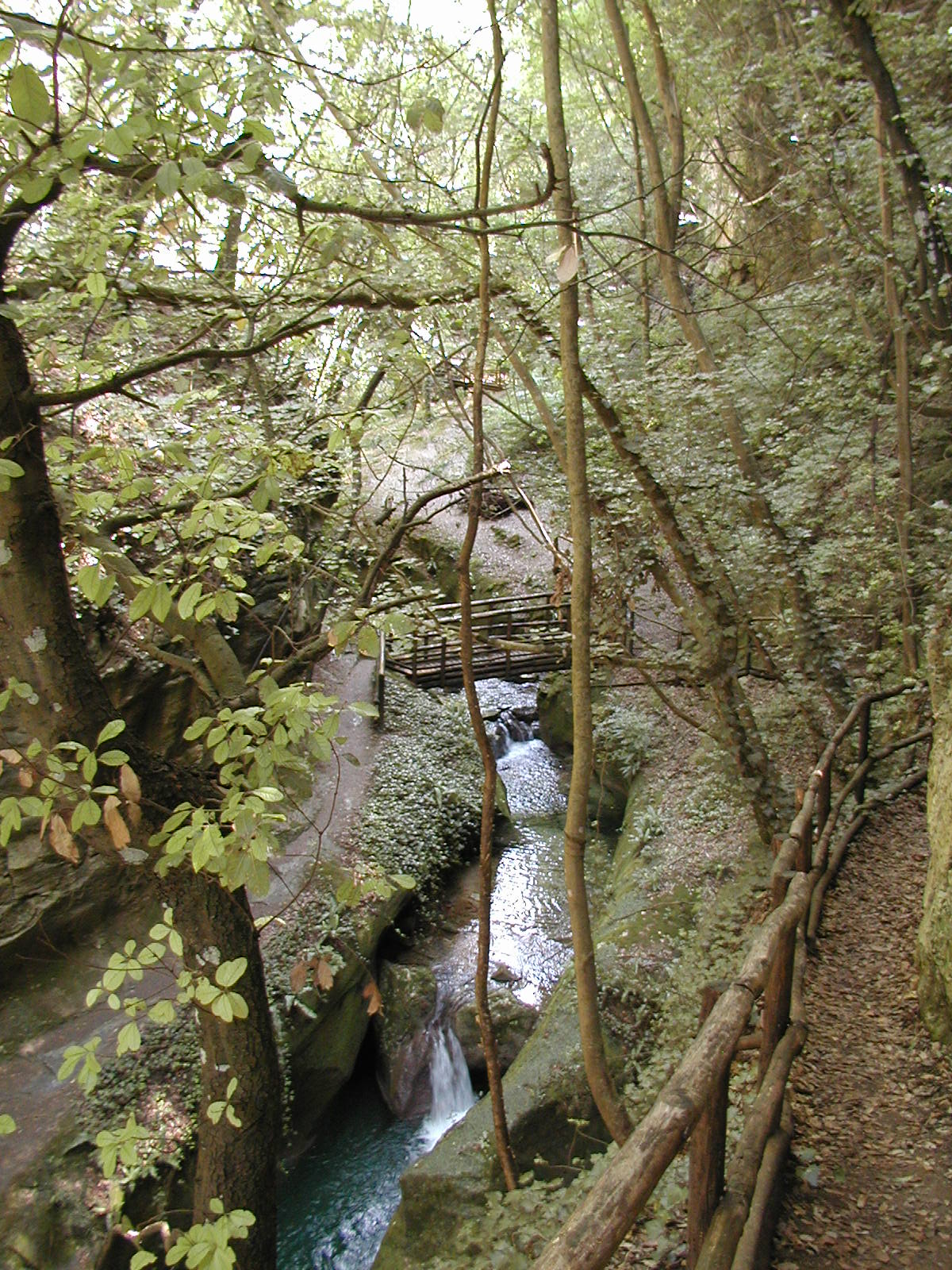
Ein kleines Tal im Maiella-Nationalpark

Der Regionalpark Sirente-Velino wird von zwei gleichnamigen Bergmassiven gebildet und liegt westlich des Gran Sasso im Landesinneren. Das Klima ist kontinentaler, da die zwei Meere (Adria und Tyrrhenum) weiter entfernt liegen. Daher sind die Winter kälter als in den anderen Parks. Die Gipfel bleiben häufig bis in den späten Frühling hinein schneebedeckt. Auch hier bieten die steilen Wände des Sirente Schluchten (Gole di Celano), Plateaus und interessante Karstformationen (Höhlen von Stiffe) zahlreiche Exkursionsmöglichkeiten. Die geschützte Lage des Gebirges hat an vielen Orten die Zeit stillstehen lassen. So gibt es eine Reihe von Dörfern und kleinen Städten mit Türmen und Schlössern, die unbeschadet die letzten Jahrhunderte überstanden haben. Ferner legen die Ausgrabungen von Alba Fucens und Peltunium Zeugnis der römischen Expansion um 400 n. Chr. ab. Sehenswert sind aber auch die Kirche von Santa Maria in Valle Porcianeta, das Schloss von Celano und die zahlreichen Zeugnisse der Weidekultur wie die „Pagliare“.
Das Symbol des Nationalparkes der Abruzzen, des südlichsten und ältesten der Region, ist der Braunbär (orso bruno marsicano). Der Park umfasst ca. 440 km² sowie eine ähnlich große Fläche von geschützten Arealen in der unmittelbaren Nachbarschaft. In ihm leben ca. 100 Exemplare des Braunbären, 50 Wölfe, 500 Gämsen, Damwild sowie einige Luchse und Fischotter. In dem benachbarten Naturreservat von Penne wird an verschiedenen ökologischen Projekten und wissenschaftlichen Studien gearbeitet. In den 1960er Jahren wurden einige schwere Bausünden begangen, deren Folgen dem Park stark zusetzten und die zeitweilig zu einem Einfall italienischer Touristen führten. Seit den 1970er Jahren erholt sich der Park langsam von den Fehlern der Vergangenheit.
In allen Parks sind sogenannte „Aree faunistiche“, kleine didaktische Reservate, eingerichtet. In diesen Bereichen werden einige der sonst schwer zu beobachtenden Wildtiere zu Lehr- und Zuchtzwecken gehalten sowie verletzte Exemplare gepflegt. In den abgetrennten Arealen lassen sich die entsprechenden Arten mit etwas Geduld in einer weitgehend natürlichen Umgebung beobachten.

## Wappen
Beschreibung: Ein grüner Schräglinksbalken teilt Weiß und Blau, wobei die weiße Farbe für die verschneiten Berge, die Grüne für die Hügel und die Blaue für das angrenzende Meer steht.

## Geschichte
Neben den natürlichen Ressourcen einer zum Großteil noch intakten Bergwelt verfügen die Abruzzen über eine jahrtausendealte Geschichte, deren Spuren in allen Teilen der Region anzutreffen sind: prähistorische Höhlen, vorrömische und römische Ausgrabungen, romanische Kirchen und Städtchen aus der Zeit der Renaissance sowie zahlreiche Burgen und Schlösser, malerische Bergdörfer und schmucke Städte.
Die vorrömischen Bewohner der Eisenzeit werden der Mitteladriatischen Kultur zugerechnet. Im Altertum war der Großteil der Abruzzen von den Samniten bewohnt, welche in jahrzehntelangem Ringen von den Römern unterworfen wurden. Ein weiteres Volk dieser „italischen“ (= vorrömischen) Zeit sind die Picener; ein bekanntes Fundstück aus einem Gräberfeld der Picener oder Sabiner ist die Statue „Der Krieger von Capestrano“.
Nach dem Untergang des Weströmischen Reiches blieben weite Teile der Küstenlandschaft bis ins Mittelalter hinein byzantinisch. Das übrige Gebiet der Abruzzen war Teil des langobardischen Herzogtums Spoleto. Langobarden und Byzantiner wurden durch Normannen vertrieben, die das Gebiet der heutigen Abruzzen im 12. Jahrhundert mit ihrem süditalienischen Königreich Sizilien vereinigten. Unter den Staufern, die das Königreich erbten, wurde das Herzogtum Spoleto Teil des Kirchenstaates. Nach der Teilung des Königreichs Sizilien am Ende des 13. Jahrhunderts wurden die unteritalienischen Abruzzen von Neapel aus verwaltet und gehörten danach zum Königreich Neapel, nach dem Wiener Kongress ab 1816 zum Königreich beider Sizilien. Seit 1861 gehörte das Gebiet zum neugeschaffenen Königreich Italien. Die Grenzen der Region veränderten sich häufig, zuletzt 1963, als die Provinz Campobasso aus der damaligen Region Abruzzi e Molise ausgegliedert und die eigenständige Region Molise gebildet wurde.
Die Region wurde früh christianisiert, so dass zahlreiche Kirchen entstanden. Einige sind zwar noch relativ unbekannt, aber stellen Schätze der italienischen Kunstgeschichte dar, wie z. B. die Basilika von Collemaggio in L’Aquila, die Abteikirche San Clemente a Casauria in Castiglione a Casauria und die Basilika San Giovanni in Venere in Fossacesia.
Historisch bedeutende Städte sind:
- Atri (TE)
- Celano (AQ)
- Chieti
- Civitella del Tronto (TE)
- Giulianova (TE)
- Guardiagrele (CH)
- L’Aquila (AQ)
- Lanciano (CH)
- Sulmona (AQ)
- Teramo
- Vasto (CH)

Auch viele ländliche Gemeinden sind sehenswert, wie:
- Pescocostanzo (AQ)
- Penne (PE)
- Salle (PE)
- Castelli (TE)

## Verwaltungsgliederung
Die Region Abruzzen besteht aus folgenden vier Provinzen:

Verwaltungsgliederung

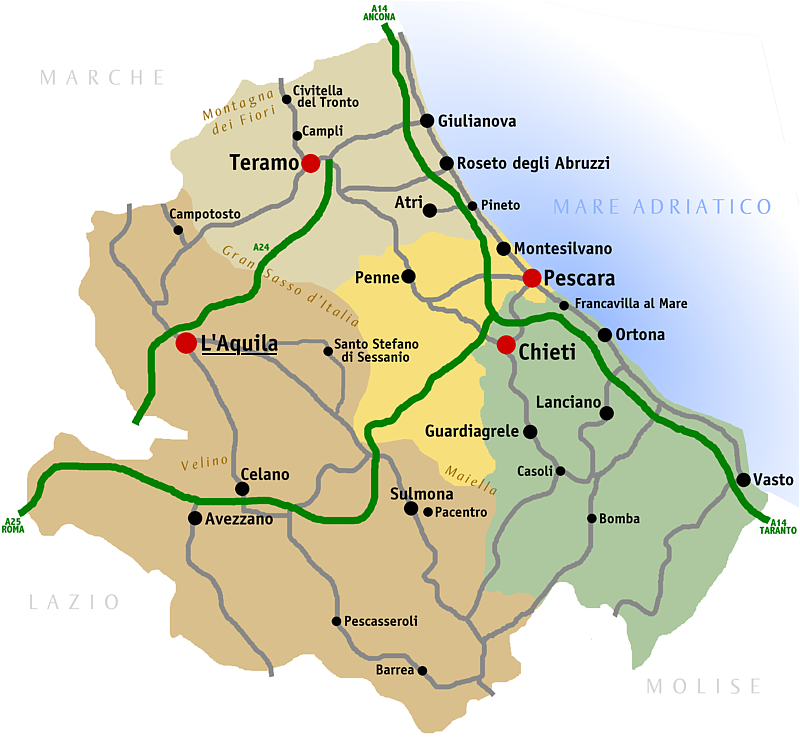
Karte der Abruzzen

| Provinz  | Hauptstadt | ISO   | Gemeinden | Einwohnerzahl (31. Dezember 2023) | Fläche (km²) | Bevölkerungs- dichte (Einw./km²) |
| -------- | ---------- | ----- | --------- | --------------------------------- | ------------ | -------------------------------- |
| Chieti   | Chieti     | IT-CH | 104       | 371.219                           | 2.588,35     | 143                              |
| L’Aquila | L’Aquila   | IT-AQ | 108       | 286.832                           | 5.034,46     | 057                              |
| Pescara  | Pescara    | IT-PE | 046       | 312.246                           | 1.224,67     | 255                              |
| Teramo   | Teramo     | IT-TE | 047       | 299.274                           | 1.947,64     | 160                              |
| Abruzzen | L’Aquila   | IT-65 | 305       | 1.269.5710.                       | 10.795,120   | 118                              |

## Tourismus

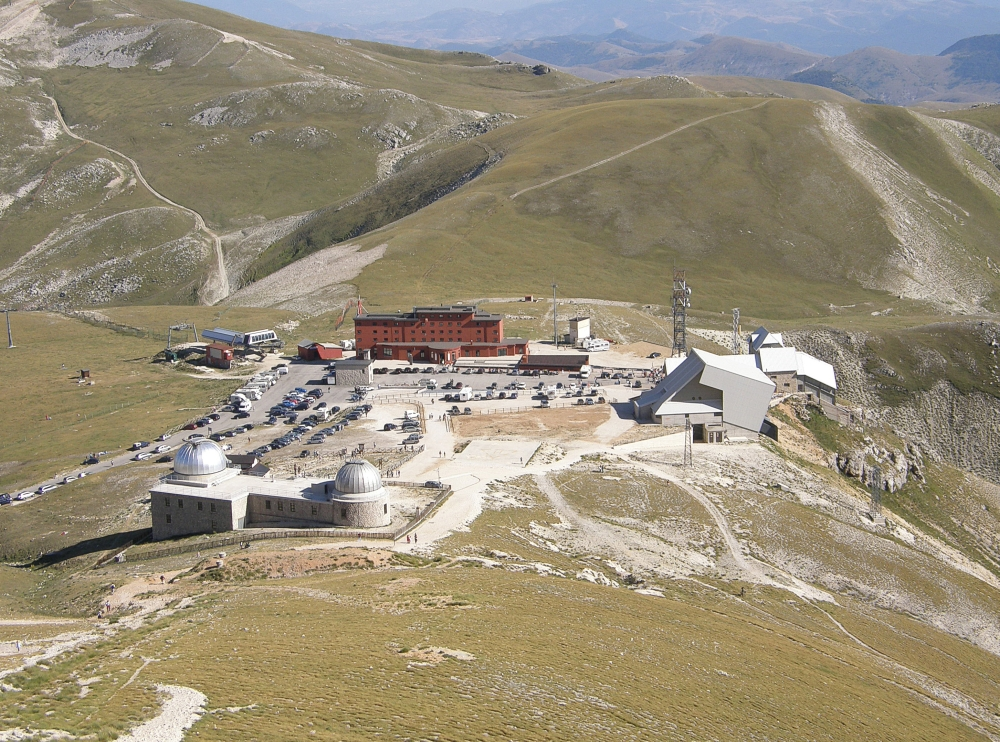
Skigebiet Campo Imperatore

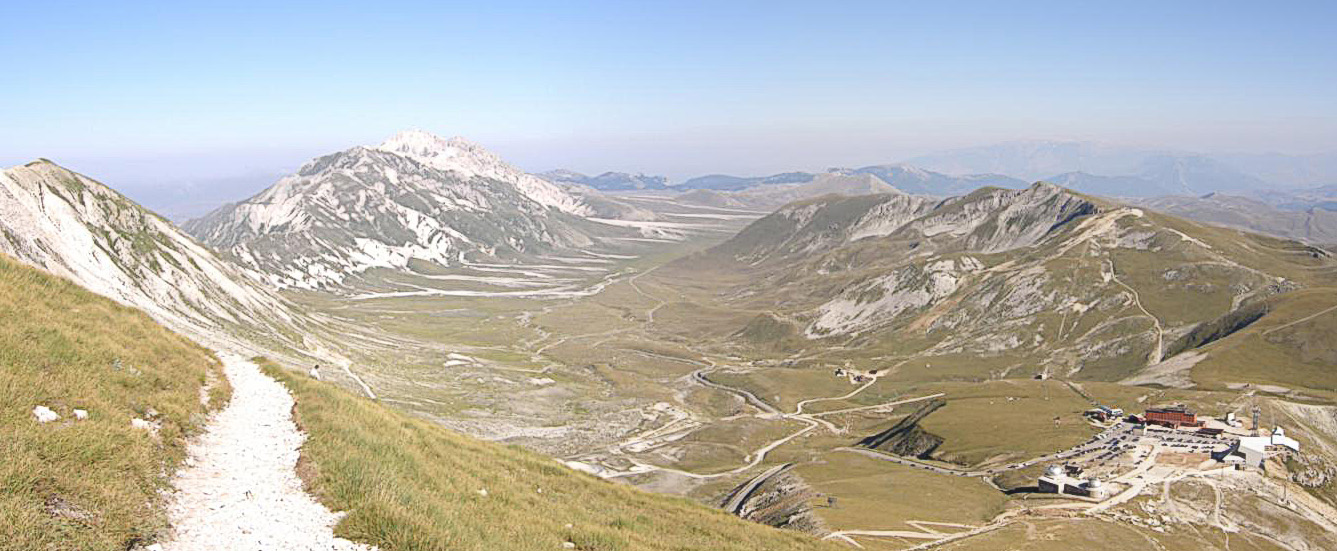
Panorama des Hochplateaus mit Wanderwegen

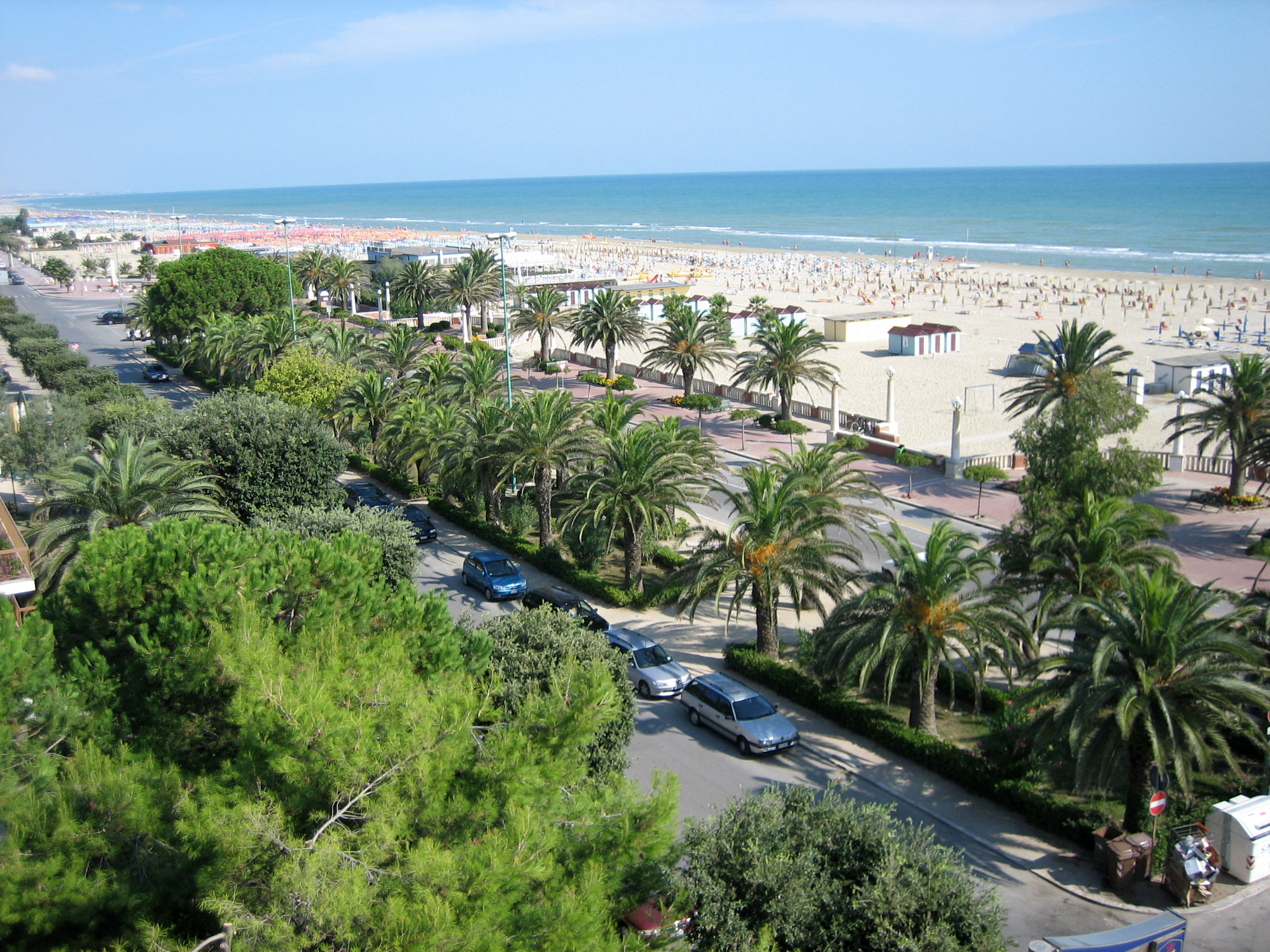
Strand bei Giulianova

Die Region hat 21 Skigebiete mit 368 km Pisten. Roccaraso und Campo Felice eignen sich vor allem für den Abfahrtski. Es herrscht zwar weniger Tourismus als in den italienischen Alpen, aber die Abruzzen weisen oft mehr Schnee auf als die norditalienischen Gebiete. Auch für den Skilanglauf haben die Abruzzen Angebote, vor allem auf dem Campo Imperatore.
Eine besondere Stellung nehmen die Abruzzen für Wanderer und Bergsteiger und für den sanften Tourismus ein. Die meisten Gebiete in den Nationalparks und in den Bergen bieten eine große Auswahl an gekennzeichneten Wanderwegen ohne Touristenströme. Von den erreichbaren Gipfeln hat man einen Blick auf die Monti della Laga und Monti Sibillini im Norden, das Maiella-Massiv, die Höhen des Abruzzen-Nationalparks und die Gruppe des Velino und Sirente im Westen.
An der Adriaküste gibt es vor allem in der nördlichen Hälfte der Region eine Reihe von größeren Badeorten. Südlich von Pescara ist der Badetourismus noch nicht so stark erschlossen.

## Wirtschaft

### Geschichte
In der Renaissance florierte die Wirtschaft der Abruzzen durch den Handel mit Wolle. Einige Städte im Landesinneren, vor allem im Bereich des Gran Sasso, waren wohlhabend. Die wirtschaftlichen Beziehungen reichten bis nach Florenz mit der Familie der Medici (in Santo Stefano di Sessanio ist immer noch das Medici-Wappen am Stadttor zu sehen). Es entstanden schmucke Städte und zahlreiche Kirchen.
Nachdem der Handel mit Wolle im 18. und 19. Jahrhundert an Bedeutung verlor, verarmten die Abruzzen. Viele Einwohner verließen die Bergregionen, um auszuwandern, u. a. nach Australien und Amerika. Die Auswanderungswelle hielt bis zu den 1970er Jahren an. Seit den 1950er Jahren erholt sich die Wirtschaft der Region jedoch mit einem konstanten Wachstum allmählich. Die Abruzzen sind heute „die erste Region des Mezzogiorno“.

### Gegenwart
Die Wirtschaft basiert heute hauptsächlich auf Industrie und Dienstleistung. Starke Sektoren sind die Pharma- und Elektronikindustrie sowie Biomedizin und Nuklearphysik. Auch der Tourismus spielt heute eine wichtige Rolle: während sich an der Küste vor allem der Meertourismus entwickelt hat, wird der Öko- und Individualtourismus in den Bergen immer wichtiger.

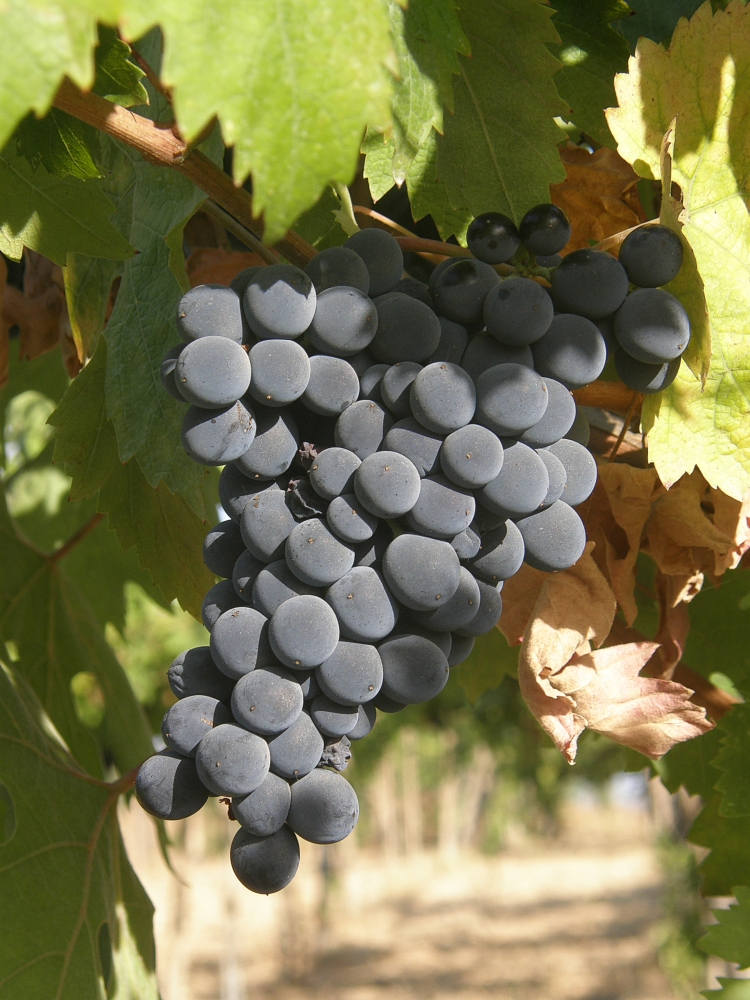
Traube des Montepulciano

Die Landwirtschaft spielt eher eine Nebenrolle, bzw. ist stark modernisiert worden und bietet qualitativ hochwertige Produkte für eine schmale Klientel. Die steilen Hänge des Berglandes der Abruzzen bieten seit Jahrhunderten Weideland für Schafe. Die Weidekultur hat bis zum 17./18. Jahrhundert zum Wohlstand der Bergregion beigetragen. Heute spielt sie eine untergeordnete Rolle. Die Region produziert jedoch einen weithin bekannten Wein (Montepulciano d’Abruzzo) und eines der qualitativ hochwertigsten Olivenöle Italiens (insbesondere aus den Ortschaften San Giovanni Theatino und Moscufo).
Im Vergleich mit dem BIP der EU (ausgedrückt in Kaufkraftstandards) erreicht die Region 2015 einen Index von 87 (EU-28:100). Mit einem Wert von 0,890 erreichen die Abruzzen Platz 13 unter den 20 Regionen Italiens im Index der menschlichen Entwicklung. Im Jahr 2017 betrug die Arbeitslosenquote 11,7 %.

## Politik
Bei der Parlamentswahlen in Italien 2022 waren die Wähleranteile in Abruzzen für den Senat folgende: Fratelli d’Italia 27,2 %, Movimento 5 Stelle 18,7 %, Partito Democratico 16,1 %, Forza Italia 12,1 %, Lega 8,3 %, Azione/Italia Viva 6,1 %, Alleanza Verdi e Sinistra 2,6 %, Più Europa 2,0 %, Italexit per l’Italia 1,9 %, Unione Popolare 1,6 %, Italia Sovrana e Popolare 1,3 %, Noi Moderati 0,6 %, Impegno Civico 0,6 %, Vita 0,4 %, Alternativa per l‘Italia - No Green pass 0,3 %.

## Küche

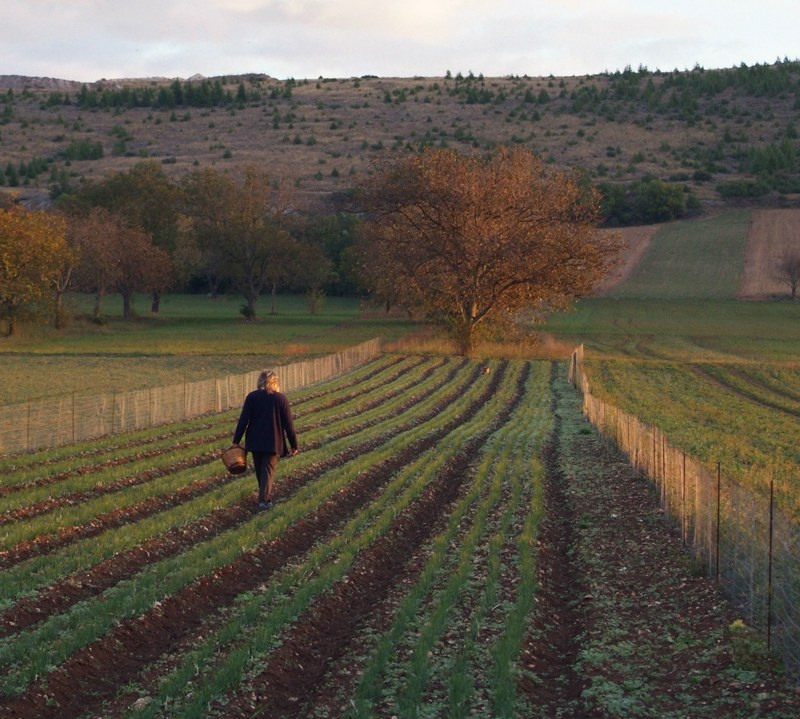
Safranfelder in Navelli

Die Küche der Abruzzen ist stark von der geografischen Gegebenheiten der Region geprägt. Sie weist regionale Unterschiede zwischen dem bergigen Landesinneren und der Küste auf und gilt als einfach. Sie greift vor allem auf Zutaten zurück, die der bäuerlichen Bevölkerung zur Verfügung standen.
Im abruzzischen Apennin ist die Küche durch die Viehhaltung, insbesondere durch den Pastoralismus geprägt, was sich insbesondere in der Verwendung von Lamm-, Ziegen- und Rindfleisch niederschlägt. Die Arrosticini, kleine gegrillte Lammfleischspieße, erfreuen sich in Italien auch außerhalb der Abruzzen großer Beliebtheit.
Das wohl bekannteste Gericht der abruzzischen Küche sind die Maccheroni alla Chitarra. Diese Pasta ist nach der dafür benutzten Küchenutensilie benannt, die aus einem Holzrahmen besteht, der wie eine Gitarre mit Saiten bespannt ist, durch die der Pastateig gedrückt wird.
Eine zentrale Rolle in der lokalen Küche spielen Peperoncini, die roh oder in Olivenöl eingelegt verwendet werden. Neben Peperoncini gedeihen in den Abruzzen auch Safran und in geringerem Maße Trüffel. Zafferano dell’Aquila (Safran aus L’Aquila) ist neben weiteren fünf Produkten aus den Abruzzen mit dem Gütesiegel Geschützte Ursprungsbezeichnung versehen, darunter sind auch drei Olivenöle.
Die Weine Montepulciano d’Abruzzo Colline Teramane und Terre Tollesi sind als DOCG-Weine gekennzeichnet. In allen vier Provinzen der Region werden weitere weiße und rote DOP-Weine hergestellt.

## Feste und Folklore

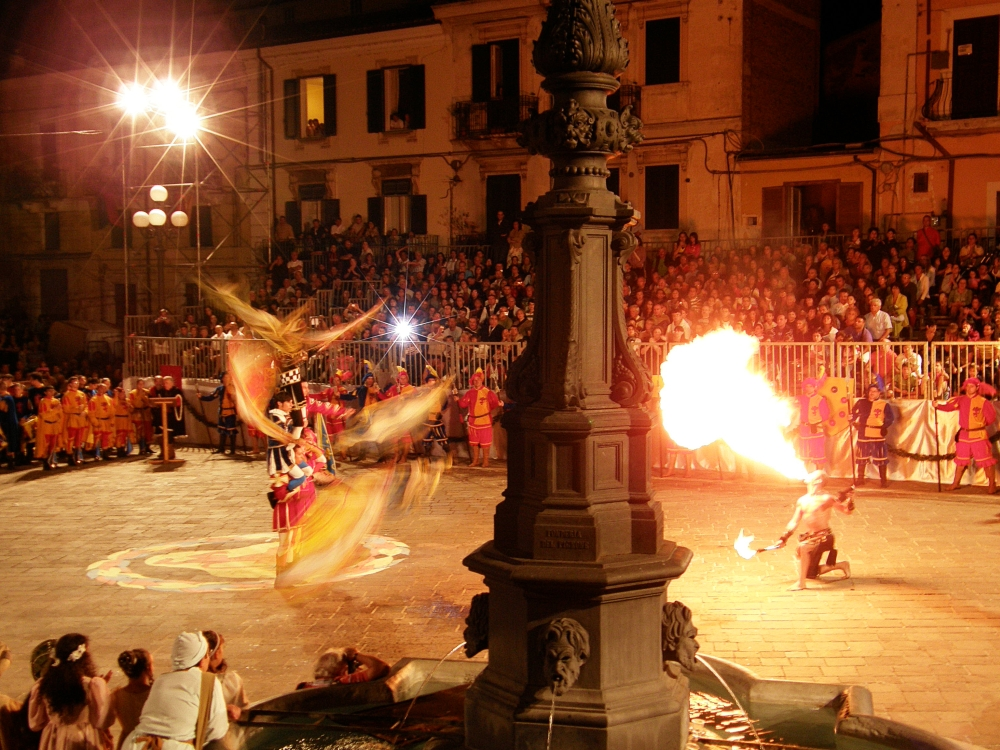
Feste mit Fahnenschwinger und Gaukler

Kaum ein Besuch in den Abruzzen kommt ohne eine „sagra“ (Fest mit einem kulinarischen Thema) und ein spektakuläres Feuerwerk aus. Die vielen religiösen Feste sind auf zahlreiche heidnische Bräuche zurückzuführen. So entzünden die Bewohner von Fara Filiorum Petri am 16. Januar die „Farchie“ (riesige Schilfrohrbündel). In Sulmona gibt es eine Osterprozession, und in Cocullo das Schlangenfest mit zahlreichen echten Schlangen, die die Zukunft voraussagen sollen. Loreto Aprutino feiert den Schutzpatron San Zopito mit einem geschmückten Ochsen, in Popoli wird die Wehrhaftigkeit der Abruzzen mit einem Wettkampf im traditionellen Bogen- und Armbrustschießen– eingebettet in eine mittelalterliche Sagenliebesgeschichte – aufgeführt.